# 交野病院
交野病院（かたのびょういん）は、社会医療法人信愛会が大阪府交野市に設置する病院。

## 診療科
（この節の出典）
- 内科
- 外科
- 乳腺外科
- 整形外科
- 脳神経外科
- 皮膚科
- 小児科
- 泌尿器科
- 放射線科
- リハビリテーション科
- 救急科
- 麻酔科
- 消化器内科

## 医療機関の指定・認定
（下表の出典）
| 保険医療機関                                   | 労災保険指定病院                     |
| 生活保護法指定病院                             | 指定自立支援病院（更生医療）         |
| 指定自立支援病院（育成医療）                   | 特定疾患治療研究事業委託医療機関     |
| 原子爆弾被害者一般疾病医療取扱病院             | DPC対象病院                          |
| 指定小児慢性特定疾病医療機関                   | 指定自立支援医療機関（精神通院医療） |
| 身体障害者福祉法指定医の配置されている医療機関 | 公害医療機関                         |

- 救急告示病院（二次救急）[2]
- このほか、各種法令による指定・認定病院であるとともに、各学会の認定施設でもある。

## 交通アクセス
- 京阪交野線「郡津駅」より徒歩8分[3]

## 関連施設
- 畷生会脳神経外科病院 - 同一法人が運営